# سالنامه معارف فارس
سالنامه معارف فارس نام یکی از مطبوعات استان فارس در دوران پهلوی اول است.
این سالنامه از سال ۱۳۱۵ خورشیدی به وسیله اداره معارف فارس، در شیراز به چاپ رسیده است.